# Лукьяненко, Ефим Яковлевич
Ефим Яковлевич Лукьяненко (28 декабря 1913, Троицкое, Екатеринославская губерния — 6 января 1996, Змиёвский район, Харьковская область) — сельскохозяйственный деятель, Герой Социалистического Труда (1971).

## Биография
Родился 28 декабря 1913 года в селе Троицкое (ныне — Попаснянский район Луганской области Украины).
После окончания неполной средней школы и сельскохозяйственного техникума работал в машинно-тракторной станции. С 1933 года был агрономом в совхозе «Комсомолец» в Ворошиловградской области, с 1935 года — агрономом-плановиком совхоза имени Калинина, с 1937 года — старшим агрономом племсовхоза «Большевик» в Сталинской области. В начале Великой Отечественной войны участвовал в эвакуации своего племсовхоза. В марте 1942 года Лукьяненко был призван на службу в Рабоче-крестьянскую Красную армию. Участвовал в Сталинградской битве, был тяжело ранен и демобилизован после излечения. Продолжал работать главным агрономом в племсовхозе «Большевик».
С 1951 года Лукьяненко занимал должность директора племзавода «Красный великан» в Змиёвском районе Харьковской области Украинской ССР. Под его руководством этот племсовхоз энергично развивался, став одним из передовых хозяйств области.
Указом Президиума Верховного Совета СССР от 8 апреля 1971 года за «большие успехи, достигнутые в развитие сельскохозяйственного производства, выполнении пятилетнего плана продажи государству продуктов земледелия и животноводства» Ефим Лукьяненко был удостоен высокого звания Героя Социалистического Труда с вручением ордена Ленина и медали «Серп и Молот».
С 1978 года — на пенсии. Скончался 6 января 1996 года.

## Награды
Был награждён двумя орденами Ленина, орденом Октябрьской Революции, двумя орденами Трудового Красного Знамени, орденом Красной Звезды, рядом медалей.